# Щербаківський Данило Михайлович
Дани́ло Михайлович Щербакі́вський  (рос. Даниил Михайлович Щербаковский, 17 грудня 1877, Шпичинці, Сквирський повіт, Київська губернія (нині Бердичівський район, Житомирська область, Україна) — 6 червня 1927, Київ, Українська РСР, СРСР) — український мистецтвознавець, історик, етнограф, археолог, музейник, педагог, громадський діяч. Член Київського товариства старожитностей і мистецтв, Київського товариства охорони пам'яток старовини та мистецтва; почесний член Української Академії мистецтв (1918), учений секретар Секції мистецтв Українського Наукового товариства в Києві (1918—1919), дійсний член і товариш (заступник) голови Всеукраїнського археологічного комітету (1924—1927). Учасник Першого Всеукраїнського Православного Церковного Собору УАПЦ (1921), один із лідерів українського церковно-визвольного руху. Убитий російськими спеслужбами, які поширили версію про самогубство через утоплення. Похований у Києво-Печерській Лаврі.

## Життєпис
Народився в родині сільського священика о. Михайла Щербаківського. Брат Вадима Щербаківського.
Батько, Михайло Пилипович Щербаківський (1848—1920), знаний на всю округу як меценат і доброчинець, був свідомим українцем, приятелював із діячами Старої громади — Володимиром Антоновичем (який згодом стане вчителем братів Данила й Вадима Щербаківських в Київському університеті), Тадеєм Рильським, Іваном Нечуєм-Левицьким та ін., був співпрацівником українознавчого журналу «Киевская старина», що його видавала Стара громада. Також Михайло Щербаківський передавав в дар київським музеям різноманітні предмети церковного мистецтва, які мали значну історичну цінність. Все це впливало на атмосферу, в якій формувалися особистість та світогляд Данила Щербаківського.
Через ранню смерть матері братів Щербаківських виховувала бабуся Тетяна Шеремецинська.
Середню освіту здобув у Третій Київській гімназії (1887—1897), яку закінчив із золотою медаллю, вищу — на історично-філологічному факультеті Київського університету, який закінчив 1901 року з дипломом першого ступеня й був залишений на кафедрі російської історії для підготовки до професорського звання (1902—1904). Тема магістерської дисертації — «Литва в період від смерті Вітовта до вступу на польський престол Казимира». Учень Володимира Антоновича.
У 1897 року Данило Щербаківський вступив на історико-філологічний факультет Київського університету св. Володимира. Йому пощастило слухати лекції провідних істориків, філологів, філософів, серед яких – Володимир Антонович, Юліан Кулаковський, Володимир Іконников, Петро Голубовський.
У 1904 році за дорученням підготовчого комітету ХІІІ археологічного з'їзду в Катеринославі провів успішні розкопки на межі Київської та Херсонської губерній, після чого став активним кореспондентом Київського художньо-промислового і наукового музею ім. Миколи ІІ, за дорученням якого збирав вироби української народної творчості, сакральні твори, рукописи, стародруки тощо.
1902 року в журналі «Киевская старина» було надруковано першу публікацію Щербаківського «Бібліотека Вишневецького замку»
З 1906 по 1910 рік вчителював в двох уманських гімназіях (для хлопчиків та дівчаток), викладаючи історію, де прищеплював учням любов до свого предмету, цікавість до української народної творчості та етнографії. За людські якості — людяність та співчуття, учні називали Щербаківського «пеліканом», порівнюючи з птахом, який для християн був уособленням милосердя, батьківської любові та самопожертви, годуючи голодних пташенят своєю плоттю.
У вільний від викладання час продовжував археологічні дослідження, під час яких було відкрито селище Трипільської культури в селі Сушківці зі знайденими там предметами мальованої кераміки, фігурками людей і тварин та ін.

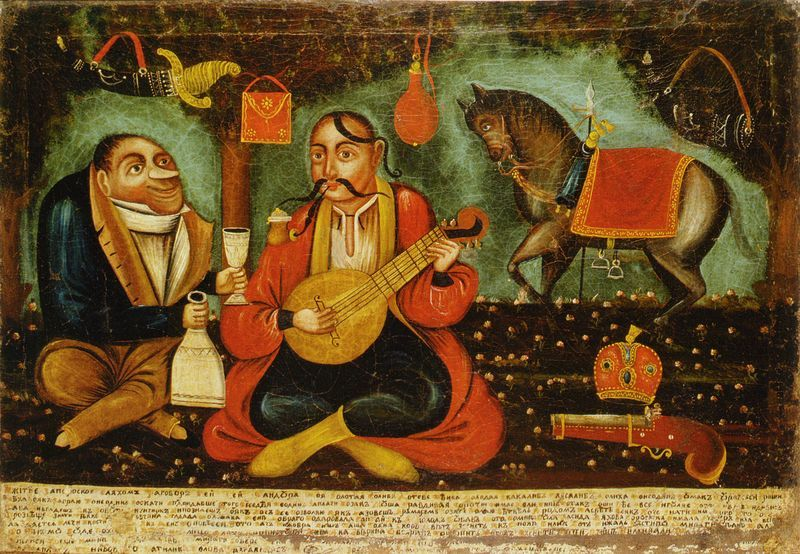
Картина «Козака з ляхом разговор». Данило Щербаківський досліджував картини "Козак Мамай".

У серпні 1910 року обійняв посаду завідувача (зберігача) етнографічного (згодом — народного мистецтва) та історичного (згодом — історично-побутового) відділів Київського художньо-промислового й наукового музею ім. Миколи ІІ (від 1919 року — Перший державний музей, від 1924 року — Всеукраїнський Історичний Музей ім. Шевченка), перший з яких він очолював до 1926 року, другий — до кінця життя. Збагатив зібрання музею на близько 30 000 експонатів (лише килимів понад 700); вперше запровадив аналіз народних декоративних виробів як творів мистецтва. 
Щоб перейняти досвід музейної справи, відвідав Москву, Львів, Відень, Берлін, Дрезден, Мюнхен, Прагу, Краків, Венецію, Верону.
Під час Першої світової війни відбував військову службу на Галичині та Буковині, методично робив знімки історичних архітектурних споруд, обрядів, мешканців краю, збирав ікони та твори декоративно-вжиткового мистецтва й пересилав цей матеріал до Київського музею. Як командир гарматної батареї, забороняв обстрілювати стародавні церкви й дзвіниці Західної України.
Один із фундаторів вищої мистецької освіти в Україні — перший учений секретар (1917—1918), член ради мистецтва, почесний член (1918), лектор Української Державної Академії Мистецтв.
Організатор та викладач мистецтвознавчих аспірантських курсів «Студіо».
Професор Інституту пластичних мистецтв, Київського архітектурного інституту, Київського художнього інституту, Київського археологічного інституту, у яких переважно читав курс українського народного мистецтва. Керував мистецтвознавчим семінаром при Всеукраїнському Історичному Музеї ім. Шевченка в Києві.
Член Українського Наукового Товариства в Києві (від 1907 року), секретар його Етнографічної комісії (1912), ініціатор створення Етнографічної секції (1920). Учений секретар Секції Мистецтв Українського Наукового Товариства в Києві (1918–1919), дійсний член, заступник голови Всеукраїнського археологічного комітету (1924—1927), голова мистецького відділу комітету (1925—1927). Один з фундаторів Київського етнографічного товариства (1925). Дійсний член Науково-дослідної кафедри мистецтвознавства (1924—1927).
Академік Сергій Єфремов писав: «Енергія, завзяття і відданість праці у Данила Щербаківського були колосальні. Він не жалував себе на роботі, ввесь віддаючись їй, і того ж чекав і вимагав від інших, органічно не розуміючи, як можна робити щось наполовину. Сам він просто не вмів цього ; коли робив щось, то віддавався роботі увесь, забуваючи про свої власні інтереси і не дбаючи про них. Не гребував і ’’чорною» роботою, коли це могло посунути справу…".
Під час своїх експедицій (1906—1926) виявляв інтерес до пам'яток єврейського мистецтва (архітектури та розписів синагог, ритуальної атрибутики, єврейської символіки та ін.), які дослідник вважав невід'ємною частиною українського мистецтва.
1919–1920 — у період воєнної руїни, коли київські науковці та викладачі майже не отримували платні, Щербаківський розвантажував і пиляв на пристані дрова й часом харчувався лише лободою, яку збирав у парках навколо музею.
Але все це не зменшувало його жаги до роботи. Продовжуючи займатися музейною роботою, Щербаківський читає лекції зі створеного ним курсу історії українського мистецтва та народного мистецтва в Українській Академії Мистецтв (а також у пізніше створеному з неї Київському художньому інституті), Археологічному та Архітектурному інститутах, 1918 року викладає у Фребелівському Педагогічному інституті, а згодом — у Художньому технікумі. Бере участь у інтимному «Гуртку Лупи Грабуздова», створеному ректором Академії Мистецтв Георгієм Івановичем Нарбутом.
Під час революційних подій 1917–1920 рр. здійснював експедиційні вилазки і рятував мистецькі твори з панських будинків, приречених на знищення.
1921 — під час кампанії з вилучення церковних цінностей (нібито) на допомогу жертвам голоду в Росії протистояв вивезенню з України срібних і золотих речей, які мали бути в музейних колекціях.
У 1922 і 1923 роках — їздив до Москви рятувати націоналізовані з українських церков золотарські вироби. Йому вдалося повернути в Україну понад три тисячі, зокрема, золотий хрест, подарований Богданом Хмельницьким Києво-Печерській лаврі.
1923 — з посади директора Київського історичного музею усунули Миколу Біляшівського (покровителя Д.Щербаківського), а на його місце прийшов голова музейно-виставково-екскурсійної секції Київської губполітосвіти Андрій Винницький. На Щербаківського почали доносити секретар Є. Дзбановський і бібліотекар Антін Онищук, стверджуючи, що він нищить колекцію музею (хоча Щербаківський скрізь повідомляв про нестачу коштів у музеї).
Намагаючись звернути увагу громадськості на пограбування та нищення пам'яток української культури, неналежне зберігання музейних експонатів, Щербаківський написав статтю «Культурні цінності в небезпеці» в журналі «Життя й революція» (ч. 1, 1927). Також він відчував і себе однією із жертв, яку було заплановано знищити духовно разом з музеєм. На знак протесту Щербаківський вибрав самогубство, до якого довго готувався.

### Самогубство та похорон
Увечері 6 червня 1927 Данило Щербаківський утопився в Дніпрі, не витримавши цькувань. Перед цим написав останнього листа: «…Я втомився. Залишити музей, якому я віддав найкращі роки свого життя, не маю сили. Боротися з кваліфікованою підлістю Онищука і Винницького не вмію, терпіти постійні провокаційні візити Винницького далі не можу…».

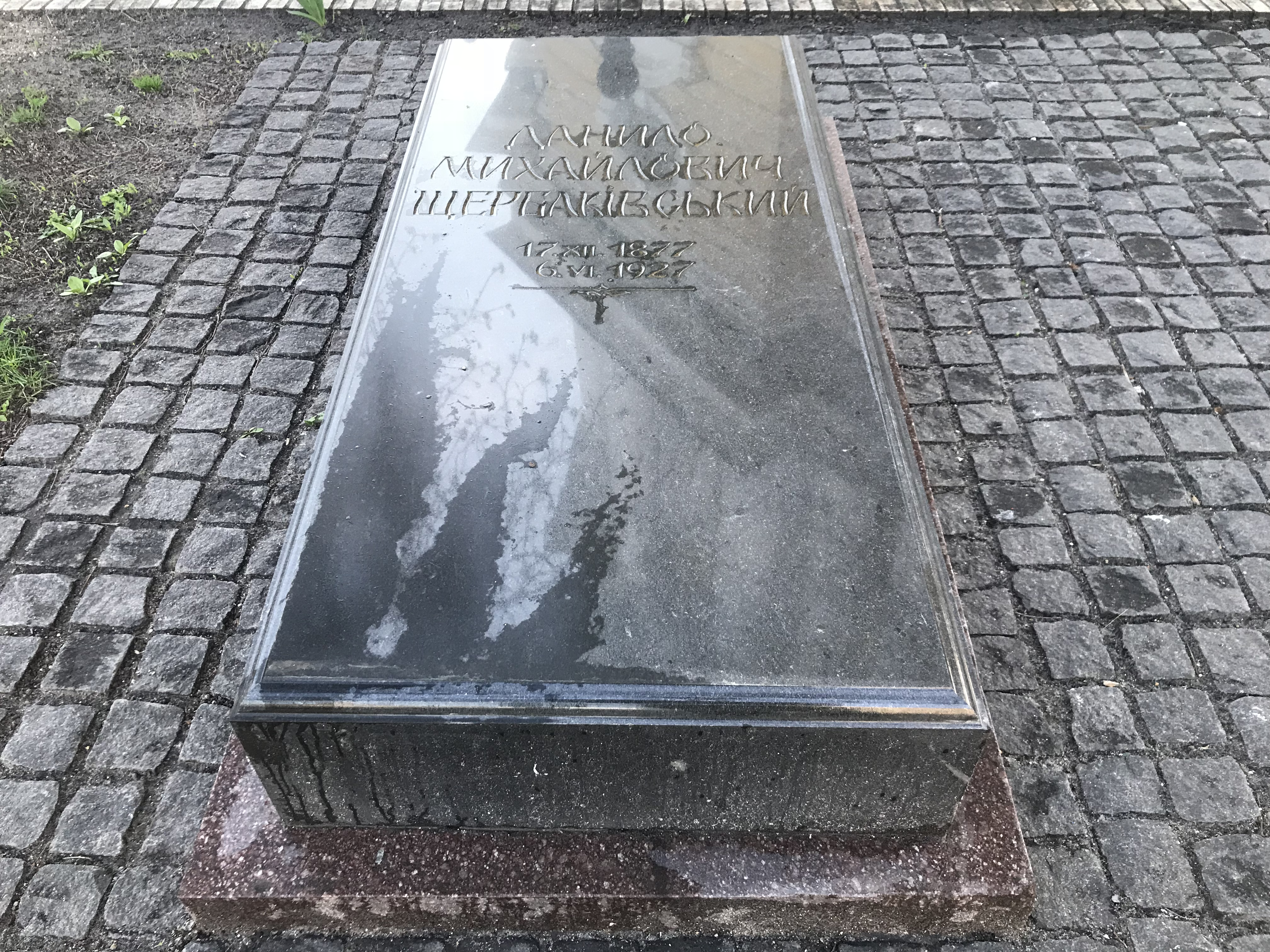
Надгробок Данила Щербаківського біля ківорію на території Києво-Печерської лаври

Тіло шукали три дні, й упродовж цього часу Онищук та Винницький стверджували, що Щербаківський насправді втік за кордон. У Києві розгорнулася громадська кампанія, що вимагала розслідування цієї справи. «Розпочате урядом слідство легко встановило, що покійний був цілком здоровою людиною і не мав ніяких інших причин для самогубства, окрім стану справ в Історичнім музеї. Але після цього слідство далі не пішло», — згадував родич Щербаківського, Вадим Павловський.
Похорон Щербаківського на території Києво-Печерської лаври перетворився на мітинг протесту, під час якого виголошувалися промови, потрактовані в ГПУ як «антирадянські». Згодом чимало учасників похорону Щербаківського були репресовані.
Професор Володимир Старосольський в своїй промові на надзвичайному засіданні Українського історично-філологічного товариства в Празі, присвяченому пам'яті Щербаківського, сказав: «…Самогубство Данила Щербаківського не було проявом слабости. Навпаки, це був акт бою, боротьби. Цей спосіб боротьби проти морального гніту, розкладу, що страшніший від економічної й усякої іншої руїни, він уважав найвідповіднішим і для оздоровлення атмосфери найдоцільнішим. Віддавши всі свої сили ідеї, він не повагався віддати їй і життя. Вічна пам'ять борцеві, що й смертю своєю боровся!»
Власної сім'ї Д. Щербаківський не мав, його могилу на території Києво-Печерської лаври 1934 року знищили. 1992 року на цьому місці встановили чорний лабрадоритовий надгробок.

## Вшанування пам'яті
У радянські часи його ім'я замовчували. «Можна було говорити про кого завгодно, тільки не про нього. Не те що його ім'я було якось напряму заборонене. Але воно було, пригадую, виразно небажане», — згадував Сергій Білокінь.
Сьогодні пам'ять Данила Щербаківського вшановує Національна спілка майстрів народного мистецтва України, яка щороку до дня народження вченого присуджує премію його імені.[джерело?]
У рідному селі Шпичинці Житомирської області є вулиця Щербаківського.[джерело?]
19 лютого 2016 року Уманська міська рада перейменувала вулицю Володарського на вулицю Щербаківського.
На честь Данила Щербаківського у Києві названо вулицю у Шевченківському районі міста.
2017 року у селі Шпичинці встановили меморіальний знак на честь Михайла, Вадима і Данила Щербаківських.[джерело?]

## Праці
Із наукової спадщини Д. Щербаківського лишилося мало. Багато з написаного не було надруковане, а потім знищене, вилучене чекістами з його помешкання. Те, що лишилося, зберігається в науковому архіві Інституту археології НАН України (фонд № 9). Залишив понад 40 друкованих праць і десятки рукописів.
Найважливіші публікації:
- «Козак Мамай», журнал «Сяйво», К., 1913.
- «Українські дерев'яні церкви…», зб. Секції Мистецтв, К., 1921.
- «Символіка в українському мистецтві» (там само)
- «Український портрет», К., 1925, спільно з Ф.Ернстом.
- «Оправи книжок у київських золотарів XVII—XVIII в.», [Архівовано 24 вересня 2020 у Wayback Machine.] К., 1926.
- «Українське Мистецтво — L'art d'Ukraine», II, Прага, 1926. [Архівовано 2 липня 2018 у Wayback Machine.]
- Щербаківський Д. Золотарська оправа книжки в XVI—XIX століттях на Україні / Д. Щербаківський ; Укр. наук. ін-т книгознавства. — Київ: б. в., 1924. — 15 с. [Архівовано 24 вересня 2020 у Wayback Machine.]
- «Український килим», К., 1927.
- «Культурні цінності в небезпеці», «Життя й Революція», К., 1927.
- «Оркестри, хори і капели за панщини на Україні», 1924.
- Українське мистецтво. Ч. 2 : Буковинські і галицькі деревляні церкви, надгробні і придорожні хрести, фігури і каплиці / Данило Щербаківський. — Київ ; Прага: Укр. громад. вид. фонд, 1926. — XXXIV, 62 с. : іл. [Архівовано 1 жовтня 2020 у Wayback Machine.]
- Щербаківський Д. М. Реліквії старого Київського самоврядування / Дан. Щербаківський ; Укр. акад. наук, Іст. секція. — Київ: б. в., 1925. — 45 с. [Архівовано 24 вересня 2020 у Wayback Machine.]
- Щербаківський Д. Перший театральний будинок у Київі і його садиба / Дан. Щербаківський ; Всеукр. акад. наук — іст. секція. — Київ: Держтрест «Київ-друк», 1925. — 28 с. : план, фот. [Архівовано 24 вересня 2020 у Wayback Machine.]

- Данило Щербаківський. Українське мистецтво (1926)
- Щербаківський Д., Ернст Ф. Український портрет : виставка українського портрету XVII–XX ст.
- Данило Щербаківський. Золотарська оправа книжки в XVI-XIX століттях на Україні (1924)
- Данило Щербаківський. Оправа книжок у київських золотарів (1926)
- Щербаківський Д. Перший театральний будинок у Київі і його садиба (1925)
- Щербаківський Д. М. Реліквії старого Київського самоврядування (1925)